# Lourmarin
Lourmarin är en kommun i departementet Vaucluse i regionen Provence-Alpes-Côte d'Azur i sydöstra Frankrike. Kommunen ligger i kantonen Cadenet som tillhör arrondissementet Apt. År 2022 hade Lourmarin 1 031 invånare.
Författaren och Nobelpristagaren Albert Camus ligger begravd i Lourmarin.

## Befolkningsutveckling
Antalet invånare i kommunen Lourmarin
| Referens: INSEE |